# 호충국
호충국(壺充國, ? ~ 기원전 102년)은 전한 중기의 관료이다.

## 행적
태초 원년(기원전 104년), 대홍려에 임명되었다.

## 출전
- 반고, 《한서》권19하 백관공경표(百官公卿表) 下

| 전임 한연년 (대행령 대행) | 전한의 대홍려 기원전 104년 ~ 기원전 103년? | 후임 상구성 |